# Сиуда, Пётр Петрович
Пётр Петрович Сиуда (1937—1990) — российский анархо-синдикалист, политзаключённый, историк. Участник Новочеркасских событий 1962 года.

## Биография
Родился 7 декабря 1937 года (по другим данным — 13 декабря) в Ростове-на-Дону, сын участника революционного движения, большевика с 1903 года Петра Ильича Сиуды. В том же месяце отец был арестован и, по рассказам Сиуды, через год умер в тюрьме из-за пыток; в то же время Сиуда Пётр Ильич присутствует под номером 73 в списке лиц, подлежащих суду военной коллегии Верховного Суда Союза ССР по Ростовской области от 12 сентября 1938 года в разделе «1-я категория» (то есть те, кого следует приговорить к высшей мере наказания). В 1939 году он был посмертно реабилитирован. Мать — заведующая детским садом Донского речного пароходства, во время войны оставалась с детьми в Ростове, где при немецкой оккупации вновь организовала детский сад. Арестована советскими властями в августе 1943 года, приговорена к 7 годам лишения свободы. В это время Пётр воспитывался в детдоме, откуда мать забрала его после своего освобождения. Рано ушёл из дома, одно время бродяжничал, до и после службы в армии сменил много мест работы. В начале 1960-х годов приехал в Новочеркасск, где в то время жила его мать и братья, и устроился рабочим на Новочеркасский электровозостроительный завод.
Участвовал в забастовке рабочих НЭВЗ 1—3 июня 1962 года, выступил перед рабочими с призывом продолжать забастовку, сохранять выдержку, организованность, послать делегатов на другие заводы, а на следующий день идти в город демонстрацией, выработав и предъявив власти общие требования; уже ночью с 1 на 2 июня был арестован, при дальнейших событиях, закончившихся массовым расстрелом бастующих, не присутствовал. 10 сентября 1962 года приговорён Ростовским облсудом к 12 годам ИТК. Срок отбывал в лагере в Коми АССР. Однако уже в 1965 году, после отстранения Хрущёва от власти, заключенных-«новочеркассцев» стали досрочно выпускать. Сиуда был освобождён в 1966 году (одним из последних, и то лишь благодаря стараниям матери) — его дело пересмотрели и снизили срок наказания до уже отбытого. После лагеря вернулся в Новочеркасск, где снова работал на том же заводе НЭВЗ, затем окончил техникум и поступил конструктором на завод «Нефтемаш».
Неоднократно выступал с «открытыми письмами», в которых критиковал те или иные явления советской жизни. Так, в 1979 году направил в Верховный Совет СССР и в ЦК КПСС письма с протестом против советского вторжения в Афганистан. В результате лишился работы и долго никуда не мог устроиться; несколько раз был избит. В течение многих лет собирал материалы о Новочеркасском расстреле.
Я предельно отрицательно отношусь к КПСС, утверждаю, что она не только ничего общего не имеет с Октябрем, большевизмом-ленинизмом, но и преступна в отношении них.
— Из письма П. Сиуды от февраля 1989 года.
Почти всю свою жизнь Сиуда считал себя «истинным большевиком» в отличие от руководства КПСС и партократического государства. Лишь в последние годы его политическое самоопределение изменилось, в феврале 1988 года он вступил в историко-политический клуб «Община», а затем — в Конфедерацию анархо-синдикалистов СССР. Материалы П. Сиуды публиковались в журнале «Община» (напр., номера 22, 25, 27, а также спецвыпуск о событиях в Новочеркасске от июня 1988 года).

### Убийство
Весь апрель 1990 года Пётр получал звонки от неизвестного с угрозами и предупреждением, чтобы Пётр «мотал на запад», ибо не доживёт до двадцативосьмилетия новочеркасского расстрела. Ночью 5 мая 1990 года Сиуда был найден прохожим возле своего дома с тяжёлыми травмами и скончался в машине «скорой помощи». Официальной причиной смерти при этом было объявлено кровоизлияние в мозг, чего, как утверждала супруга Эмма, быть не могло, поскольку Пётр был гипотоником. Супруга Петра, Эмма Сиуда, получила утром звонок от главврача местной больницы, который радостно-цинично заявил, что Сиуда скончался. По прибытии в больницу в тот же день, Эмма нашла его в уже тщательно помытом состоянии, с постиранной одеждой, кроме майки, которая была окровавлена. Няня, помогавшая мыть тело, сообщила Эмме, что тело было всё в крови, а выше крестца — огромный синяк.
Его товарищи утверждали, что перед смертью Сиуда раскопал место захоронения погибших в 1962 году в Новочеркасске, найдя свидетеля-экскаваторщика, бывший при нём чемоданчик с документами пропал, а вскрытие тела проводилось за закрытыми дверьми, то есть тайно. Непосредственно перед смертью Сиуда написал и отослал некое письмо, в котором сообщил об местоположении найденных захоронений. Из-за своей активной политической и расследовательской деятельности он и был убит.